# Delta Holding
Delta Holding este cea mai mare companie privată din Serbia.
Grupul este deținut de Miroslav Miskovic, considerat cel mai bogat om din Serbia.
Holdingul are activități în retail, industria alimentară, agricultură, industria auto, real estate și brokeraj financiar.
Delta Maxi Group, care reprezintă divizia de retail, domină în prezent comerțul din Serbia, având operaționale peste 360 de magazine sub brandul Maxi, cu vânzări de 900 de milioane de euro în 2007.
Delta Maxi controlează lanțul de supermarketuri Piccadilly, cu suprafețe de circa 3.000 metri pătrați pe unitate, lanțul de magazine tip discount Tempo, cu suprafețe de circa 10.000 mp, lanțul de magazine Mini Maxi cu suprafețe de 400 mp pe unitate, Maxi cu suprafețe între o mie și 3.000 mp și Super Maxi cu suprafețe de 4.000 mp.